# Psilenchidae
Psilenchidae är en familj av rundmaskar. Psilenchidae ingår i ordningen Tylenchida, klassen Adenophorea, fylumet rundmaskar och riket djur.
Familjen innehåller bara släktet Psilenchus.